# Redigobius nanus
Redigobius nanus är en fiskart som beskrevs av Helen K. Larson 2010. Redigobius nanus ingår i släktet Redigobius och familjen smörbultsfiskar. Inga underarter finns listade i Catalogue of Life.